# Bruggen 2085-2089
Bruggen 2085 tot en met 2089 zijn vijf bruggen in Amsterdam-Noord.

## Geschiedenis
Het gebied waar de bruggen liggen staat bekend als Landelijk Noord. Dat gebied heeft vanaf de instelling van de bannen en gemeenten talloze herindelingen ondervonden. In de 19e eeuw viel het gebied onder de gemeenten Broek in Waterland Nieuwendam en Ransdorp. Alle drie de gemeenten bestonden uit agrarisch gebied met hier en daar een aantal dorpsbebouwingen. Het enige verkeer dat mogelijk was moest via zogenaamde gouwen (land- en waterwegen), waarbij de relatief brede Holysloter Die een hindernis was en is. Toen Nieuwendam en Ransdorp zich in 1921 aansloten bij gemeente Amsterdam kreeg Nieuwendam stadsbebouwing, Ransdorp bleef agrarisch gebied, dat meer gelijkenis heeft met Broek in Waterland dan met Amsterdam. Het gebied kent ook in de 21e eeuw een infrastructuur van veel sloten en slechts weinig wegen.   

## Infrastructuur
Uit de oude tijd dateert dan ook een voetveertje dat de verbinding verzorgt tussen Holysloot aan de noordrand van gemeenten Ransdorp en later Amsterdam enerzijds en gemeente Waterland anderzijds. Het veertje sluit in het noorden aan op een kerkepad dat dwars door de landerijen loopt naar de hoofdverkeersweg alhier Poppendammergouw. Dat kerkepad wordt doorsnede door slootjes. Als oeververbinding werden daarover padplanken gelegd. Dat zijn eenvoudige bruggetjes met vaak alleen een plank als overspanning en één leuning. De bruggetjes kregen steeds meer een vast karakter en werden voorzien van een goot waarover fietsen aan de hand meegenomen konden worden. Die bruggetjes waren jarenlang witte spots in het groene land. Later kwamen er nieuwe bruggen die geen kleur meer hadden; ze gaan meer op in het landschap. Die bruggen liggen er in 2024 nog steeds. Wandelaars over het pad en bruggen moeten tussen de koeien en hun uitwerpselen door lopen.

## Afbeeldingen

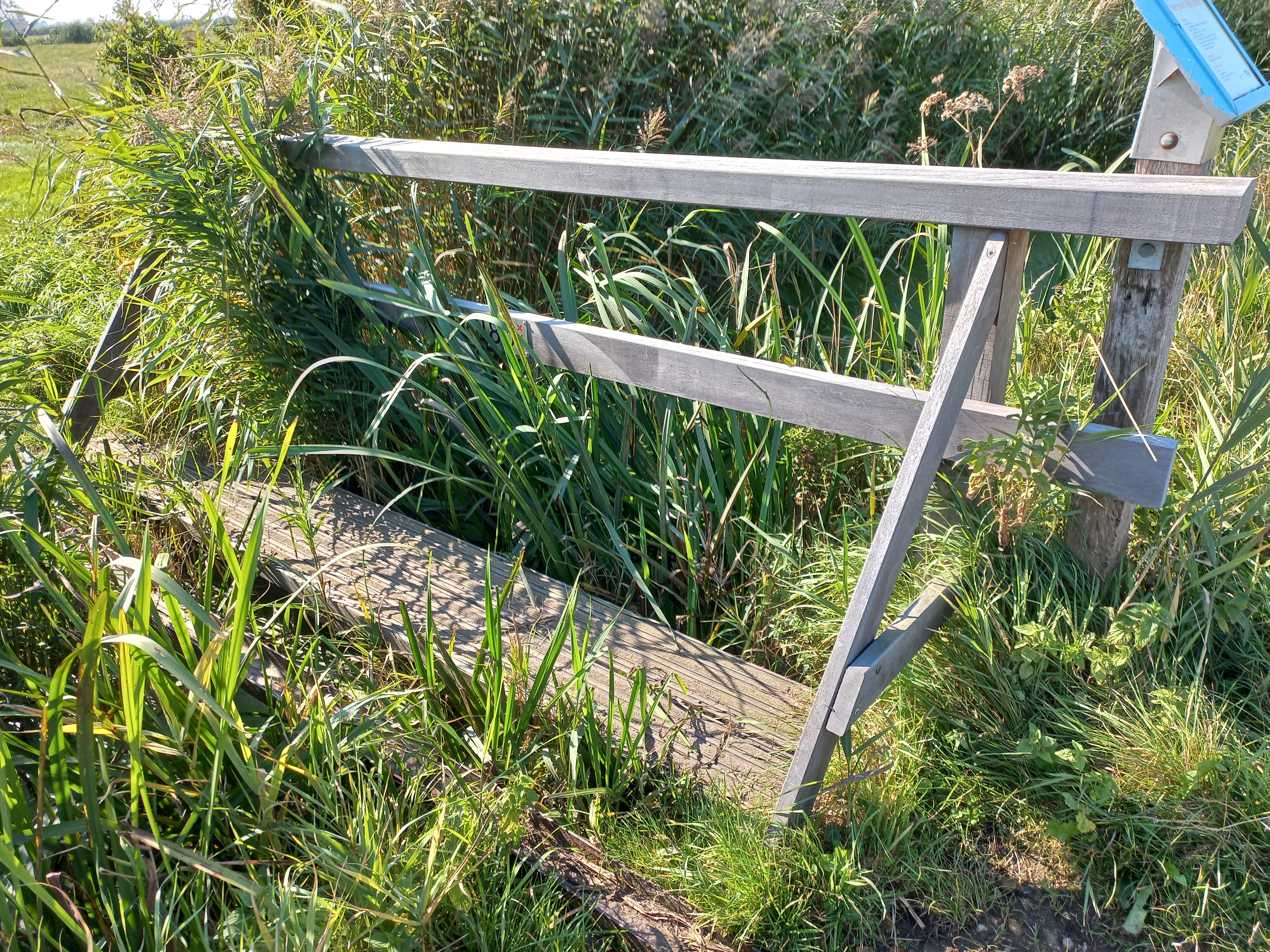
Brug 2085 (september 2024)
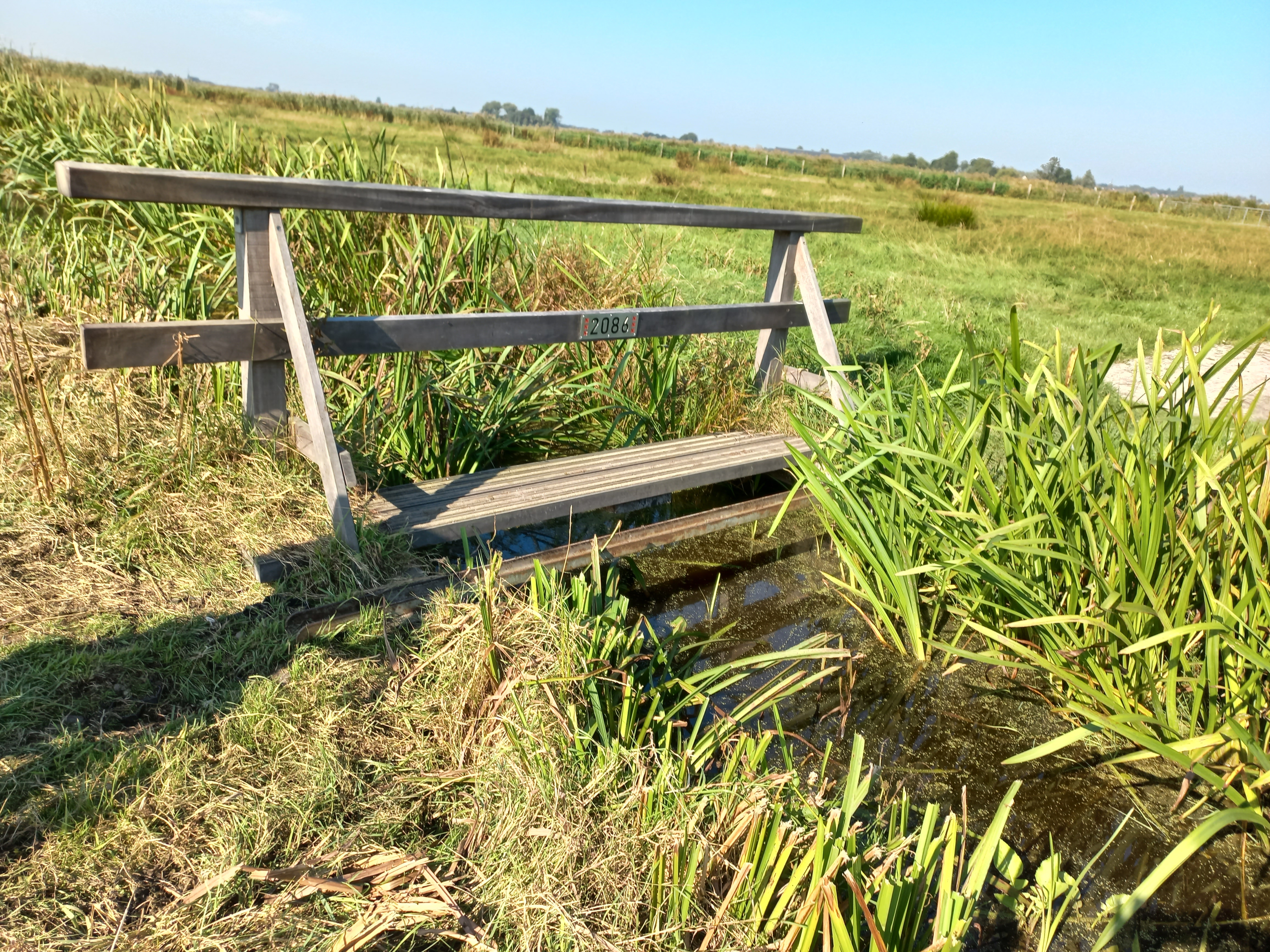
Brug 2086 (september 2024)
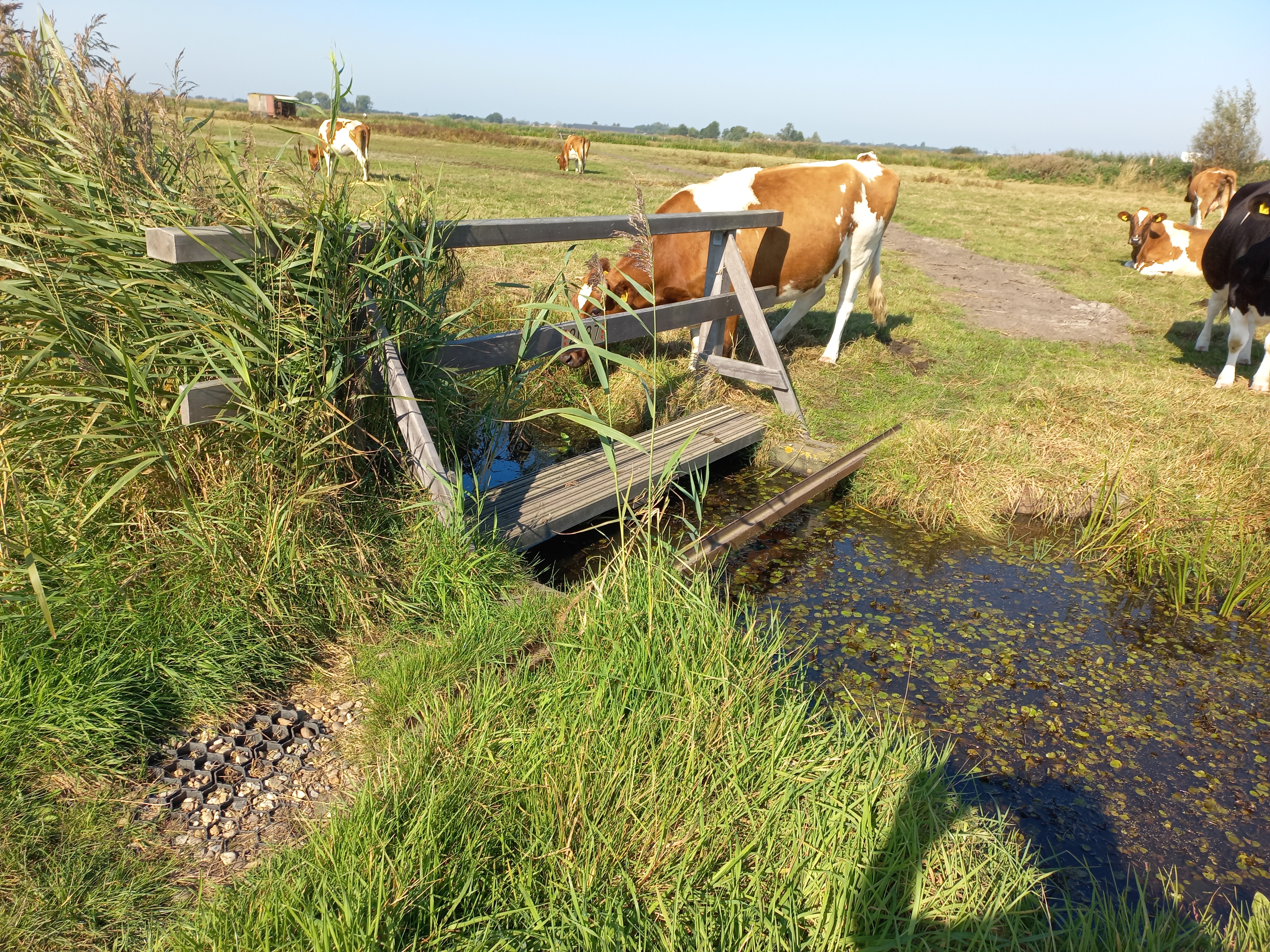
Brug 2087 (september 2024)
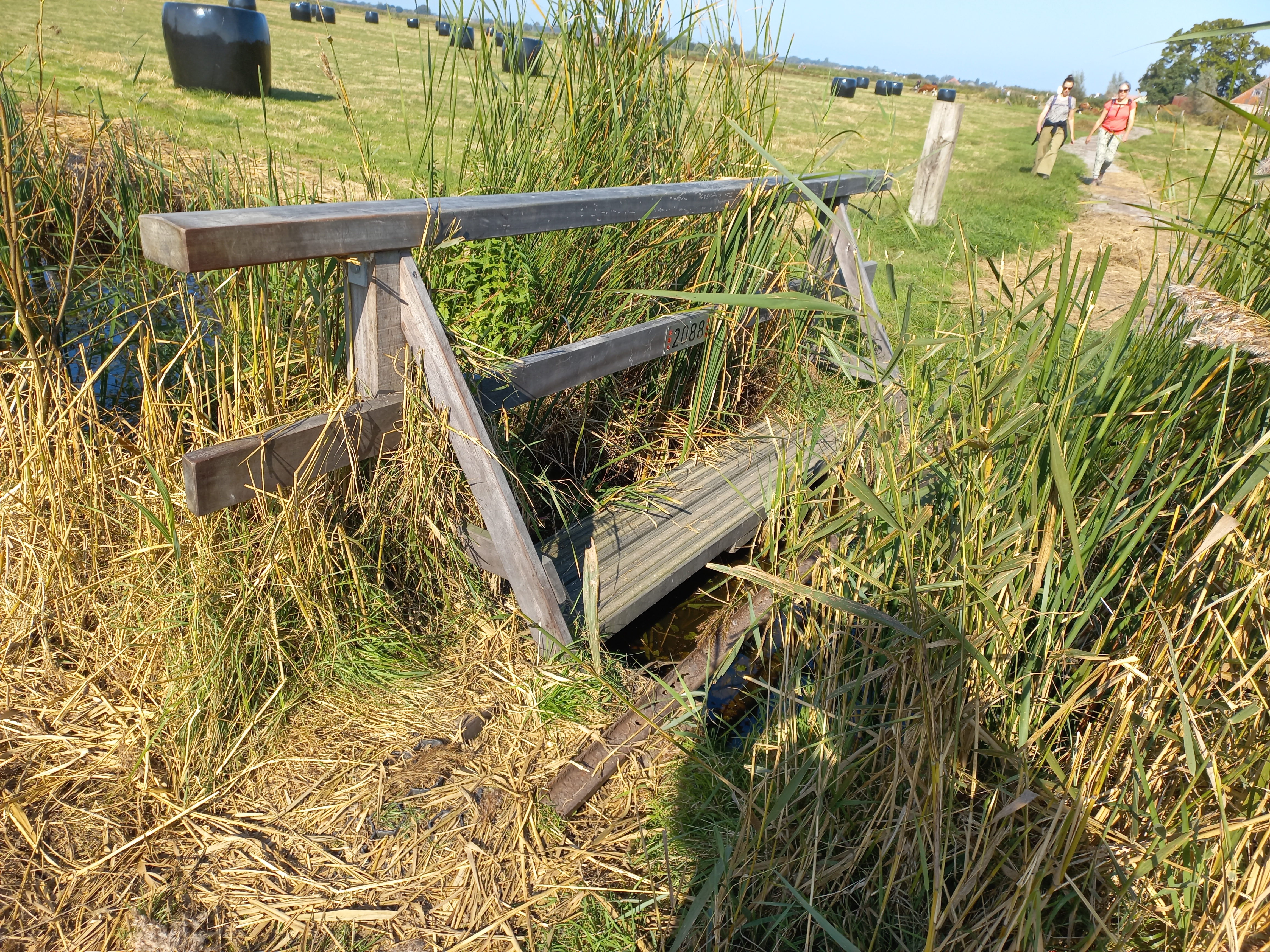
Brug 2088 (september 2024)
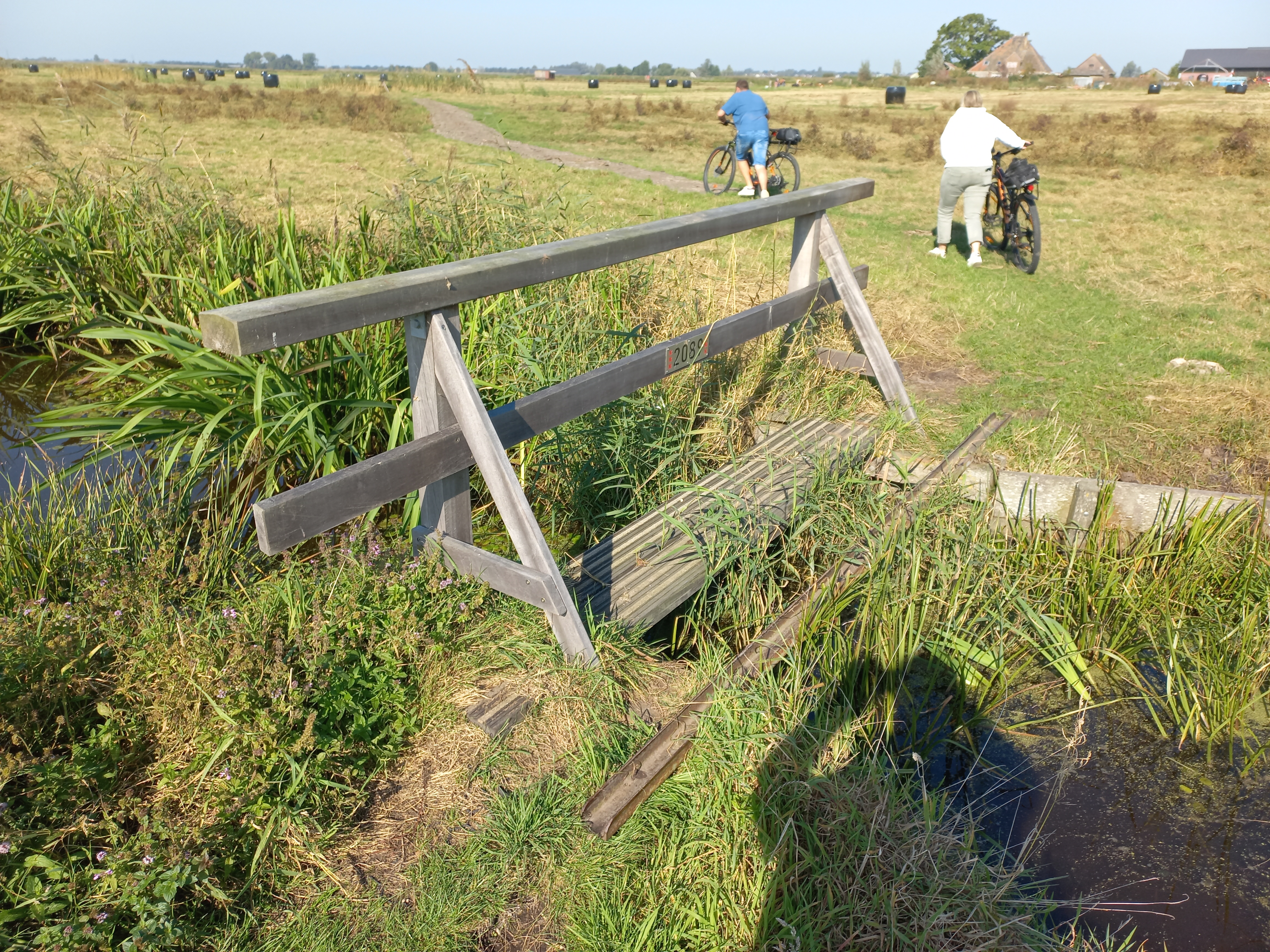
Brug 2089 (september 2024)

Navigatie bruggen in Amsterdam nrs 2000-2099